# (7491) Linzerag
(7491) Linzerag est un astéroïde de la ceinture principale.

## Description
(7491) Linzerag est un astéroïde de la ceinture principale. Il fut découvert le 23 septembre 1995 à Bologne par l'observatoire San Vittore. Il présente une orbite caractérisée par un demi-grand axe de 2,78 UA, une excentricité de 0,12 et une inclinaison de 4,5° par rapport à l'écliptique.

## Compléments